# Senato del Nevada
Il Senato del Nevada è, insieme all’Assemblea generale, una delle due camere della Legislatura del Nevada. Esso si riunisce nel Campidoglio dello Stato del Nevada.
Il Senato è composto da 21 membri, aventi mandato di quattro anni e rinnovati per metà ogni due. I senatori non possono essere rieletti dopo tre mandati consecutivi (12 anni).